# 라코치 독립 전쟁

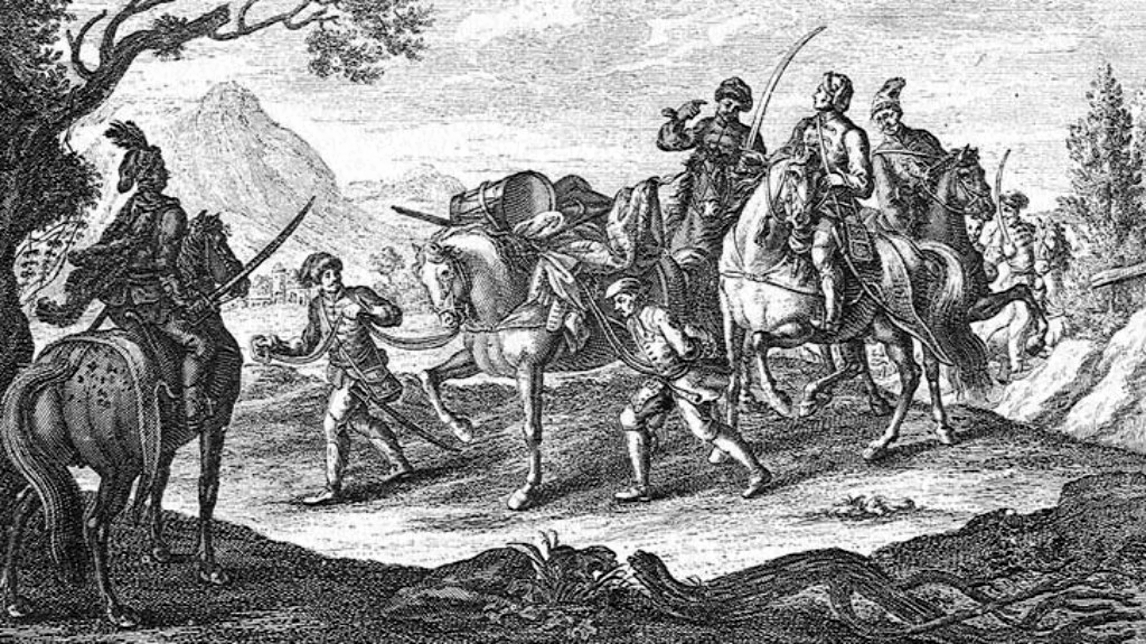
쿠루츠 기병대가 오스트리아 군인을 포로로 잡고 있는 모습이다.

라코치 독립 전쟁은 합스부르크 왕가의 헝가리 지배를 전복하려는 최초의 시도였다. 이 전쟁은 부유하고 지위가 높은 진보주의자들로 구성된 귀족 집단에 의해 수행되었고, 라코치 페렌츠 2세가 이끌었다. 사임한 병사들과 농민들은 귀족들과 함께 싸웠다. 반란은 실패로 끝났고, 샤트마르 조약으로 종결되었다. 그러나 헝가리 귀족들은 헝가리의 이익을 부분적으로나마 충족시키는 데 성공했다.

## 경위
1699년 카를로비츠 조약으로 오스만 제국은 1526년 이후 중세 헝가리 왕국으로부터 정복한 일부 영토에 대한 거의 모든 권리를 포기했다. 귀족들은 합스부르크 통치에 반대했다. 오스만 제국이 이전에 빼앗은 땅은 재산 소유권을 증명하고 합스부르크 가문에 가치의 10%를 지불할 수 있는 사람에게만 반환되었기 때문이다. 그렇지 않으면 재산은 제국의 채권자들에게 넘어갔다. 농민 계급은 오랜 전쟁으로 인한 고난 때문에 제국에 반기를 들었다. 1697년 토카이에서 일어난 반합스부르크 봉기는 진압되었다. 그러나 궁정과 귀족 사이의 관계는 악화되었고, 새로운 합스부르크 통치자들은 농민을 너무 심하게 대했기 때문에 결국 일부 사람들은 오스만 통치로의 복귀를 바랐다.
국제 관계는 헝가리인들에게 합스부르크 왕가로부터 해방될 기회를 제공했다. 프랑스 국왕 루이 14세의 도움으로 젊은 귀족 퇴쾨이 임레가 이끄는 반합스부르크 반란군이 1678년 제국에 대항하여 봉기를 일으켰다. 퇴쾰리 임레는 북부 헝가리 대부분을 점령했다. 1681년, 오스만 제국이 그를 돕기 위해 합류했고, 술탄 메흐메트 4세는 그를 상헝가리의 국왕으로 인정했다. 그러나 1683년 오스만 제국이 빈 전투에서 패배하자 퇴쾨이 임레는 오스만 제국의 지원을 잃었고 결국 1685년에 패배했다. 오스만 제국과의 동맹으로 서유럽이 헝가리에 대해 가지고 있던 긍정적인 인식이 바뀌었고, 기독교의 보루로 여겨지던 헝가리는 이제 적대적인 나라로 여겨졌다. 그 결과 부분적으로 헝가리는 "오스만 제국으로부터 해방된 영토"가 아닌 "새로 획득한 영토"로 점령되고 조직되었다.